# 장지중

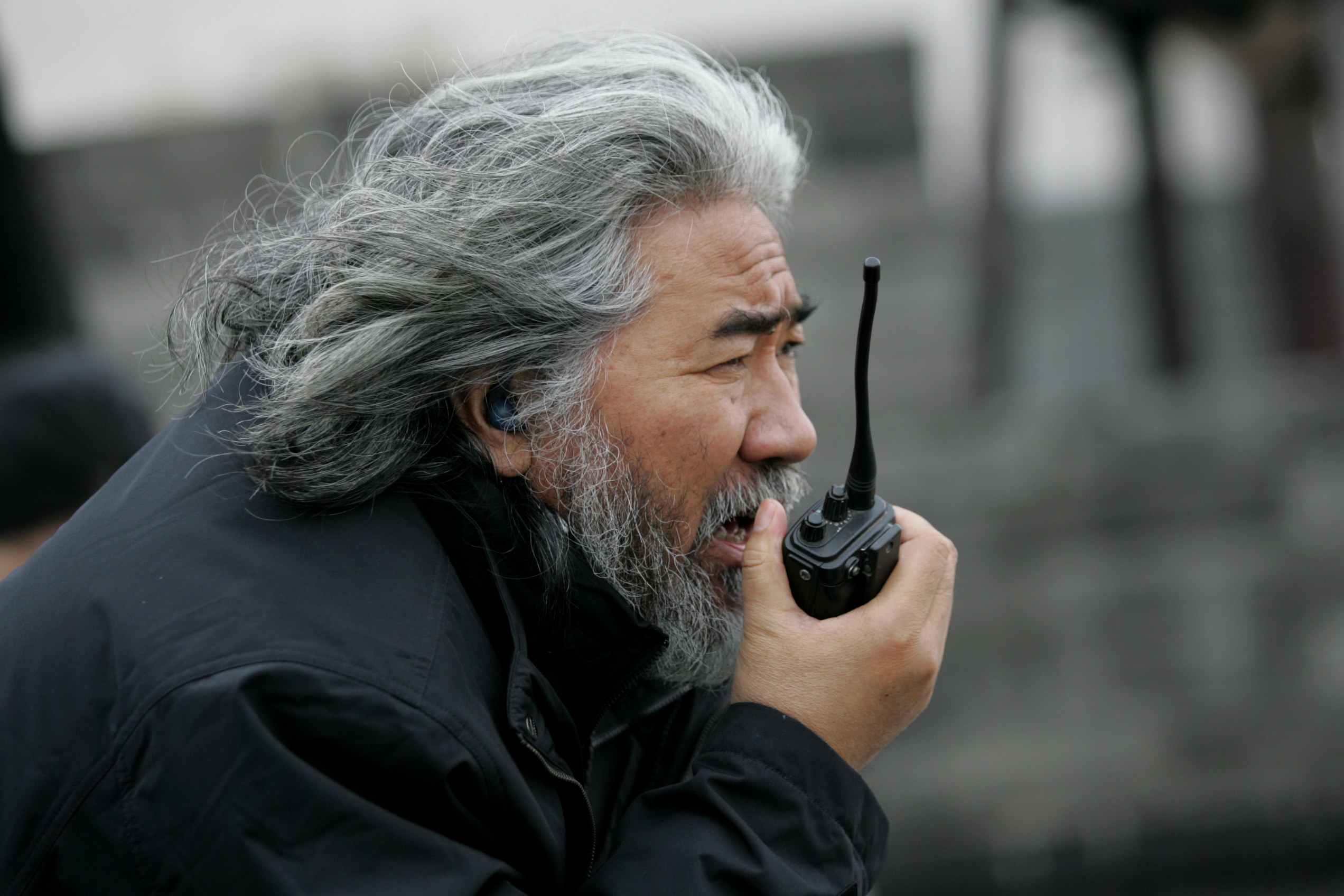

장지중(중국어: 张纪中, 병음: Zhāng Jìzhōng, 한자음: 장기중, 1951년 8월 23일 ~ )은 중화인민공화국의 배우 겸 영화 감독이다.
옌타이시에서 태어났다.

## 방송
- 신 서유기
- 신 의천도룡기
- 신조협려 2006
- 천룡팔부 2003
- 사조영웅전 2003